# Mitinský hřbitov
Mitinský hřbitov (rusky Ми́тинское кла́дбище) je hřbitov v Severozápadním správním obvodu Moskvy. Byl založen 15. září 1978. V jeho areálu se nachází ruský pravoslavný chrám, který byl postaven v roce 1998 a který několikrát navštívil patriarcha Alexij II. Hřbitov má celkovou rozlohu 1 080 000 m². Hřbitov je místem posledního odpočinku hasičů a pracovníků elektrárny, kteří zahynuli při hašení požárů po černobylské havárii, a také významných sovětských a ruských kulturních, vědeckých a vojenských osobností (včetně několika Hrdinů Sovětského svazu a Ruské federace). Každoročně se zde 3. září v 10 hodin dopoledne na hřbitově shromažďují davy lidí a zapalují tisíce svíček na památku obětí beslanského masakru.

## Historie
Se založením Mitinského hřbitova zanikly vesnice Dudino a Aleksejevskoje-Puškino, které se nacházely na území vyhrazeném pro pohřbívání. V roce 1984 bylo Mitino převedeno pod Moskevský sovět a o rok později se oficiálně připojilo k území hlavního města, načež v oblasti začala masová bytová výstavba.
V roce 1985 bylo v blízkosti Mitinského hřbitova postaveno krematorium. Na hřbitově se nachází Alej slávy, pohřebiště 28 hasičů, kteří 26. dubna 1986 likvidovali požár reaktoru černobylské jaderné elektrárny a dostali smrtelnou dávku radiace. Hasiči byli pohřbeni v železobetonových minisarkofázích, protože jejich těla vyzařovala stále silný zdroj radiace. Nad hroby hasičů byl umístěn pomník vytvořený sochařem Andrejem Kovalčukem a architektem Viktorem Korsi: jaderný hřib, v němž stojí muž a snaží se holýma rukama zastavit hrozící katastrofu.
V roce 1994 byla postavena kaple na počest obětí Černobylu a obětí havárie, která byla vysvěcena 13. září téhož roku. Nedaleko byla postavena pamětní zvonice s nápisy na zvonu: „Pamatuj, Pane, na duše svých služebníků, kteří zemřeli“ a „Hrdinům, kteří zemřeli v mimořádných situacích a při plnění svých povinností“. Kaple byla zbořena v roce 2014.
Dne 24. března 2010 byl na začátku hřbitovního chodníku slávy pohřben šéf moskevské hasičské služby, plukovník Jevgenij Černyšev z ministerstva pro mimořádné situace (EMERCOM). Zemřel poté, co zachránil pět lidí při požáru v obchodním centru na severu hlavního města.

## Galerie

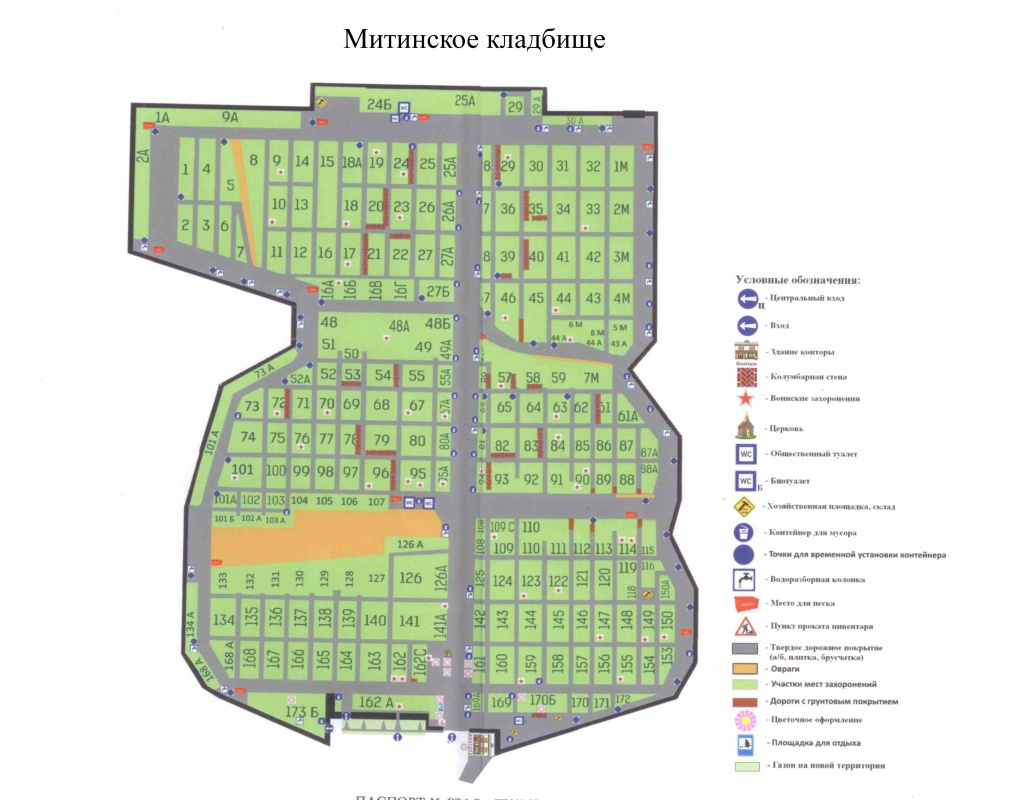
Mapa Mitinského hřbitova
Pomník obětem černobylské havárie